# 西秦王爺
西秦王爺，又稱西秦尊王，戲神，演員、音樂家的保護神，俗稱「公子爺」、「郎君爺」、「西秦王」、「秦王」。常見有唐明皇與唐莊宗二說。可能源自於粵東西秦戲的妙莊王（妙藏王），其源流為梆子腔系統的唐莊王。
一般戲曲界，亂彈、潮州西秦戲、北管「福祿派」奉祀「西秦王爺」，北管「西皮派」奉祀另一神「田都元帥」，早期各個劇團時常械鬥，各以所奉的神像相互叫陣。今日由於藝師與戲班的交流，臺灣的劇團常有兩神兼奉的現象。

## 禁忌
傳說西秦王爺生前領兵出征在外時，曾被蛇妖所害、困於山谷之中。因此向來供奉西秦王爺的傳統戲班、尤其布袋戲班與其從業人員，最忌說到「蛇」（尤其是閩南語正音的"蛇"）。
《霹靂布袋戲》，也是黃海岱五洲派第三代傳人黃強華表示，他們平日都不能說到「蛇」，必須以「溜公」、「草索仔」（「草繩」）來代替。特別是劇情對白有使用到「龍"蛇"混雜」成語時，也要用「邪」字代替（不論在閩南語讀音或影集字幕上）。至於以蛇為主角的《白蛇傳》，也當然是戲班禁演的戲碼。藝人們認為要是不小心說溜了嘴，那近日內戲班必定會發生事故，演出也會不順利，演出期間要是看到了蛇，也必須要趕快燒香拜拜。